# Kanna Asakura
Kanna Asakura (en japonés: 浅倉栞南, Asakura Kanna) (Chiba; 12 de octubre de 1997) es una artista marcial mixta japonesa que compite en la división de peso átomo de Rizin Fighting Federation.

## Primeros años
Debido a la influencia de su padre, empezó a luchar desde los 5 años y perteneció a "Tokyo Gold Kids" desde los cursos superiores de primaria. Asakura ganó el primer puesto en el Torneo Internacional de Lucha Femenina de Klippan de 2011 en la división cadete de 38 kg y en el primer año de bachillerato logró un brillante tercer puesto en la categoría de 46 kg del Campeonato Nacional de Secundaria.
Abandonó la lucha libre a los 16 años, reingresó en el instituto y, mientras pensaba qué iba a hacer con su futuro, vio imágenes de combates de boxeo y lucha libre. Al ver una posibilidad de utilizar su lucha y el jiu jitsu que estaba aprendiendo, empezó a practicar artes marciales mixtas.

## Carrera de artes marciales mixtas
Asakura debutó profesionalmente en MMA el 4 de octubre de 2014, a la edad de 17 años, cuando se enfrentó a Naomi Okaki en Vale Tudo Japan 6 y ganó por decisión unánime. Después de esto, Asakura compiló un récord profesional de 9-2, con victorias sobre Yasuko Tamada y Saori Ishioka, antes de firmar con la Rizin Fighting Federation para unirse a su torneo Super Bantamweight World Grand Prix en diciembre de 2017.

### Rizin FF
Gran premio del peso supergallo
Victoriosa en los cuartos de final y las semifinales, Asakura avanzó a la final, y luego compitió frente a 18 316 aficionados en lo que fue posiblemente la mayor pelea por el título femenino en la historia de las MMA japonesas, ahogó a la superestrella de Shoot Boxing Rena Kubota para convertirse en la ganadora del Gran Premio del Peso Súper Atom.
El 6 de mayo de 2018, Kanna Asakura se enfrentó a Melissa Sophia Karagianis en Rizin 10. Ganó la pelea por decisión unánime en tres asaltos extendiendo su racha de victorias a 7. Después de la pelea Rena Kubota subió al ring y la retó a una revancha. Poco después la pelea se hizo oficial, y programada para el 29 de julio de 2018 en Rizin 11 en Saitama. A pesar de varias mejoras de Rena, Asakura utilizó su implacable presión para ganar el combate por decisión unánime.
Primera oportunidad por el título
Asakura se enfrentó a Ayaka Hamasaki el 21 de diciembre de 2018 en Rizin 14 por el Campeonato inaugural Rizin Super Atomweight. Perdió el combate en la segunda derrota vía armbar.
El 9 de marzo de 2019, se enfrentó al campeón de peso atómico DEEP JEWELS Tomo Maesawa en un combate sin título en Deep Jewels 23 y ganó por decisión unánime.
El 2 de junio de 2019, Asakura se enfrentó a Miyu Yamamoto en Rizin 16. Perdió el combate por decisión unánime.
El 18 de agosto de 2019, Kanna se enfrentó a la futura campeona en peso átomo de Invicta Fighting Championships, Alesha Zappitella, en Rizin 18 y ganó por decisión unánime dividida.
El 29 de diciembre de 2019, Kanna se enfrentó a Jamie Hinshaw en Bellator 237/Bellator Japan y ganó a través de una armbar en la tercera ronda.
El 9 de agosto de 2020, se enfrentó a Mizuki Furuse en Rizin 22 y ganó vía TKO por golpeo.
El 31 de diciembre de 2020, Kanna se enfrentó a Ai Shimizu en Rizin 26, ganando el combate por decisión unánime.
Segunda oportunidad por el título
El 21 de marzo de 2021, Asakura se enfrentó a Ayaka Hamasaki en la revancha por el Campeonato de Rizin de peso superátomo en Rizin 27. Perdió un reñido combate por decisión dividida.
Asakura se enfrentó a la actual campeona de las Joyas del peso atómico y del micropeso DEEP, Saori Oshima, en Rizin 31 - Yokohama el 24 de octubre de 2021. Perdió el combate por decisión dividida.
Asakura se enfrentó a la campeona del peso superatómico de Shooto Satomi Takano el 17 de abril de 2022 en Rizin 35. Ganó el combate por decisión unánime.
Gran Premio del Peso Super Atómico 2022
Asakura se enfrentó a Si Woo Park en el combate de cuartos de final del Gran Premio Rizin del Peso Super Atom en Rizin 37 - Saitama el 31 de julio de 2022. Perdió el combate por decisión unánime.

## Vida privada
Tras su combate en Rizin 11, Asakura fue vista abrazada a la superestrella del kickboxing Tenshin Nasukawa, lo que alimentó las especulaciones sobre una posible relación entre ambos. Más tarde confirmaron que estaban saliendo. Rompieron a finales de 2019 después de que se filtraran en línea fotos de Tenshin con la chica del ring de Rizin, Hakase Mai.
También tiene un canal de Youtube con más de 100 000 suscriptores y 15 millones de visitas.

## Récord en artes marciales mixtas
| Resultado | Récord | Oponente                      | Método                              | Evento                                              | Fecha                    | Ronda | Tiempo | Localización |
| --------- | ------ | ----------------------------- | ----------------------------------- | --------------------------------------------------- | ------------------------ | ----- | ------ | ------------ |
| Derrota   | 20–8   | Seika Izawa                   | Decisión (unánime)                  | Rizin FF - Rizin 48                                 | 29 de septiembre de 2024 | 3     | 5:00   | Saitama      |
| Victoria  | 20–7   | Mei Yamaguchi                 | Decisión (unánime)                  | Rizin Landmark 5                                    | 29 de abril de 2023      | 3     | 5:00   | Tokio        |
| Derrota   | 19–7   | Si Woo Park                   | Decisión (unánime)                  | Rizin 37                                            | 31 de julio de 2022      | 3     | 5:00   | Saitama      |
| Victoria  | 19–6   | Satomi Takano                 | Decisión (unánime)                  | Rizin 35                                            | 17 de abril de 2022      | 3     | 5:00   | Chōfu        |
| Derrota   | 18–6   | Saori Oshima                  | Decisión (split)                    | Rizin 31                                            | 24 de octubre de 2021    | 3     | 5:00   | Yokohama     |
| Derrota   | 18–5   | Ayaka Hamasaki                | Decisión (split)                    | Rizin 27                                            | 21 de marzo de 2021      | 3     | 5:00   | Nagoya       |
| Victoria  | 18–4   | Ai Shimizu                    | Decisión (unánime)                  | Rizin 26                                            | 31 de diciembre de 2020  | 3     | 5:00   | Saitama      |
| Victoria  | 17–4   | Mizuki Furuse                 | TKO (puñetazos)                     | Rizin 22                                            | 9 de agosto de 2020      | 1     | 1:35   | Yokohama     |
| Victoria  | 16–4   | Jayme Hinshaw                 | Sumisión (kimura)                   | Bellator 237                                        | 29 de diciembre de 2019  | 3     | 3:33   | Saitama      |
| Victoria  | 15–4   | Alesha Zappitella             | Decisión (split)                    | Rizin 18                                            | 18 de agosto de 2019     | 3     | 5:00   | Nagoya       |
| Derrota   | 14–4   | Miyu Yamamoto                 | Decisión (unánime)                  | Rizin 16                                            | 2 de junio de 2019       | 3     | 5:00   | Kōbe         |
| Victoria  | 14–3   | Tomo Maesawa                  | Decisión (unánime)                  | Deep Jewels 23                                      | 8 de marzo de 2019       | 3     | 5:00   | Tokio        |
| Derrota   | 13–3   | Ayaka Hamasaki                | Sumisión (armbar)                   | Rizin 14                                            | 31 de diciembre de 2018  | 2     | 4:34   | Saitama      |
| Victoria  | 13–2   | Rena Kubota                   | Decisión (unánime)                  | Rizin 11                                            | 29 de julio de 2018      | 3     | 5:00   | Saitama      |
| Victoria  | 12–2   | Melissa Sophia Karagianis     | Decisión (unánime)                  | Rizin 10                                            | 6 de mayo de 2018        | 3     | 5:00   | Fukuoka      |
| Victoria  | 11–2   | Rena Kubota                   | Sumisión técnica (rear-naked choke) | Rizin World Grand-Prix 2017: Final Round            | 31 de diciembre de 2017  | 1     | 4:34   | Saitama      |
| Victoria  | 10–2   | Maria de Oliveira Neta        | Sumisión (armbar)                   | Rizin World Grand-Prix 2017: Final Round            | 31 de diciembre de 2017  | 2     | 3:40   | Saitama      |
| Victoria  | 9–2    | Sylwia Juśkiewicz             | Decisión (unánime)                  | Rizin World Grand Prix 2017: Opening Round - Part 2 | 15 de octubre de 2017    | 3     | 5:00   | Fukuoka      |
| Victoria  | 8–2    | Saori Ishioka                 | Decisión (unánime)                  | Deep Jewels 17                                      | 26 de agosto de 2017     | 3     | 5:00   | Tokio        |
| Victoria  | 7–2    | Aleksandra Toncheva Plamenova | Decisión (unánime)                  | Rizin 2017 in Yokohama: Sakura                      | 16 de abril de 2017      | 2     | 5:00   | Yokohama     |
| Victoria  | 6–2    | Natsuki Shimomakise           | Sumisión (rear-naked choke)         | Deep Jewels 15                                      | 25 de febrero de 2017    | 1     | 2:29   | Tokio        |
| Derrota   | 5–2    | Alyssa Garcia                 | Decisión (unánime)                  | Rizin World Grand Prix 2016: 2nd Round              | 29 de diciembre de 2016  | 3     | 5:00   | Saitama      |
| Victoria  | 5–1    | Yoon Ha Hong                  | Decisión (unánime)                  | Deep Jewels 13                                      | 27 de agosto de 2016     | 2     | 5:00   | Tokio        |
| Victoria  | 4–1    | Mikiko Hiyama                 | Sumisión (rear-naked choke)         | Shooto: Professional Shooto 7/17                    | 17 de julio de 2016      | 1     | 3:43   | Tokio        |
| Derrota   | 3–1    | Syuri Kondo                   | Decisión (unánime)                  | Pancrase 277                                        | 24 de abril de 2016      | 3     | 3:00   | Tokio        |
| Victoria  | 3–0    | Yasuko Tamada                 | Decisión (unánime)                  | Vale Tudo Japan: VTJ 7th                            | 13 de septiembre de 2015 | 3     | 3:00   | Tokio        |
| Victoria  | 2–0    | Miyuki Furusawa               | Sumisión (rear-naked choke)         | Vale Tudo Japan: VTJ in Osaka                       | 21 de junio de 2015      | 1     | 2:17   | Tokio        |
| Victoria  | 1–0    | Naomi Okaki                   | Decisión (unánime)                  | Vale Tudo Japan: VTJ 6th                            | 4 de octubre de 2014     | 3     | 5:00   | Tokio        |